# Жульєн Леопольд Буаї
Жульєн Леопольд Буаї, іноді Буальї, також відомий як Жуль Буаї (фр. Julien Léopold Boilly; 30 серпня 1796, Париж — 14 червня 1874, там само) — французький живописць і літограф.

### Біографія
Жульєн Леопольд Буаї був сином і учнем художника Луї-Леопольда Буаї (1761—1845). Він відвідував школу у Версалі та був учнем Антуана-Жана Гро. З 1814 року навчався в Паризькій школі мистецтв. 1826 року здійснив подорож до Італії.
Жульєн Буаї є автором 73 акварельних карикатур членів Інституту Франції, серед яких і портрет французького математика Адрієна-Марі Лежандра, що є єдиним відомим його зображенням.
Буаї був також відомим колекціонер: збирав малюнки, книги та автографи. 1869 року його колекція малюнків була спродана на аукціоні в Парижі, решта колекції пішла з молотка після його смерті в 1874 році.
Його брати Едуар Буаї (1799—1854) та Альфонс Буаї (1801—1867) також були художниками.

## Галерея

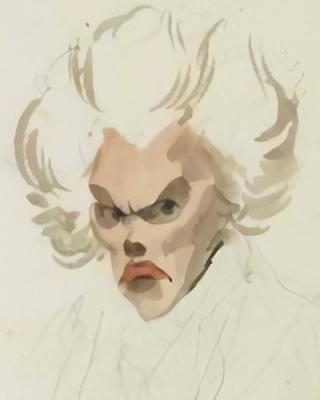
Адрієн-Марі Лежандр
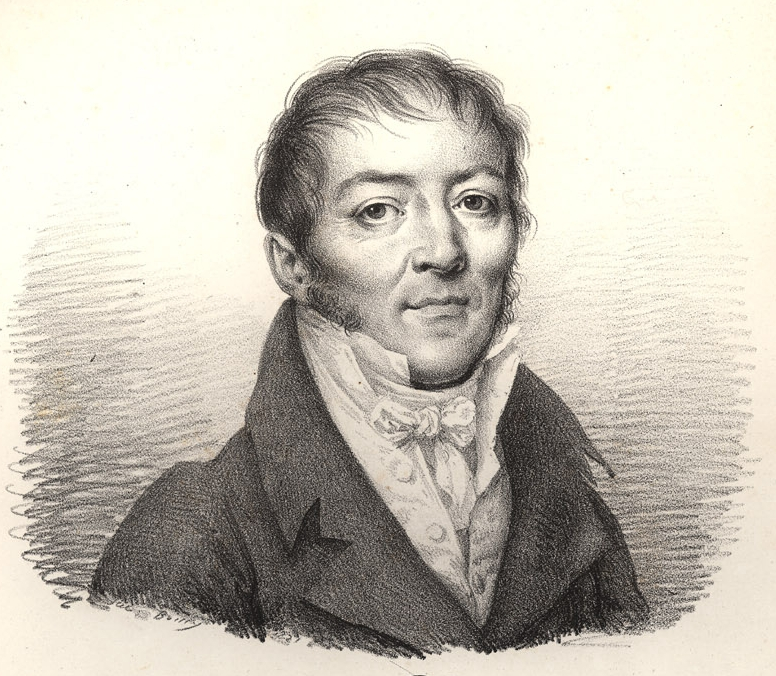
Алексіс Бувар
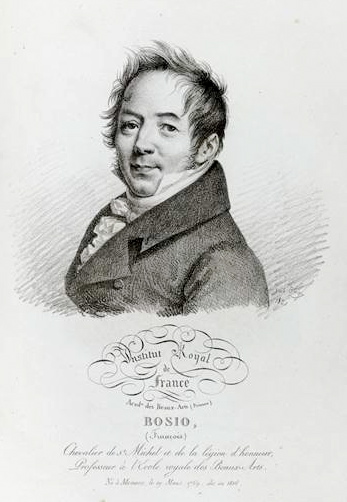
Франсуа Жозеф Босіо
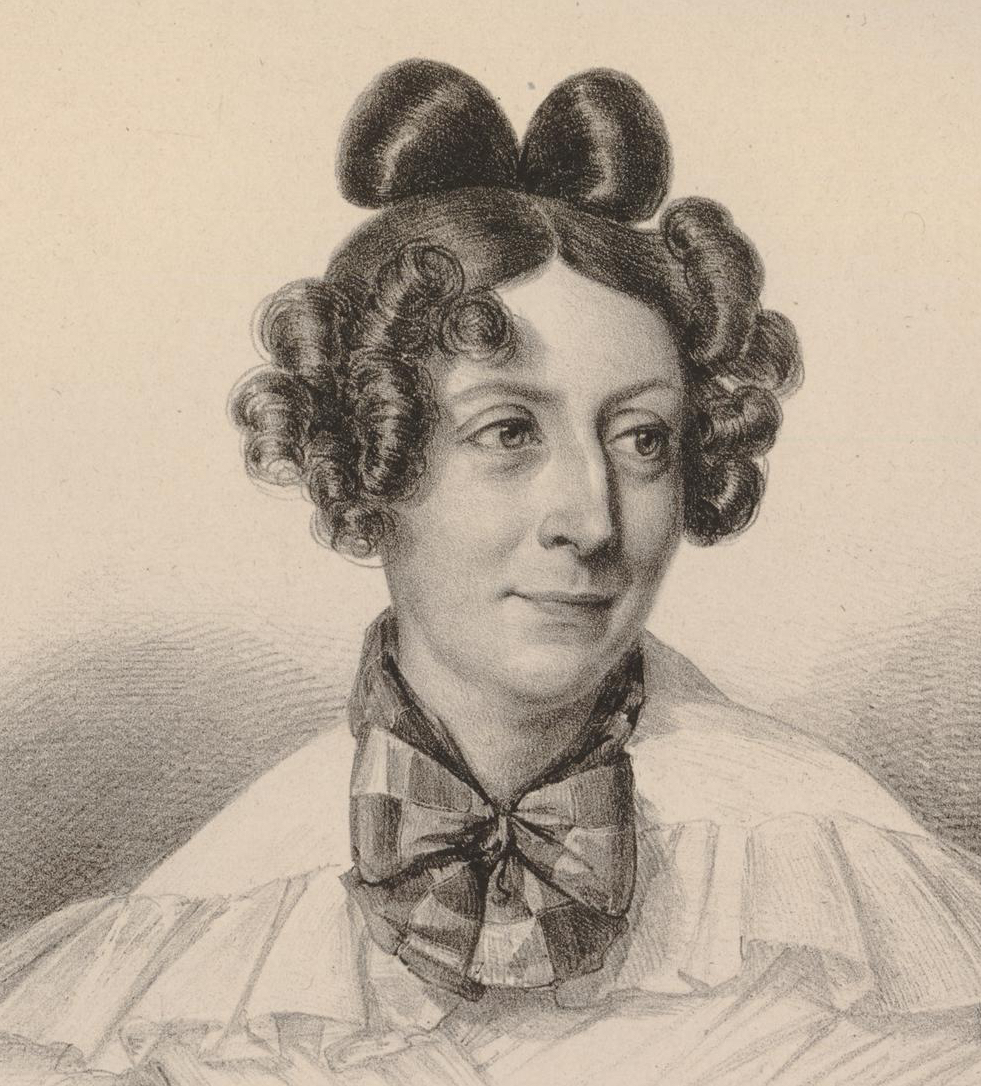
Графиня д'Абрантес
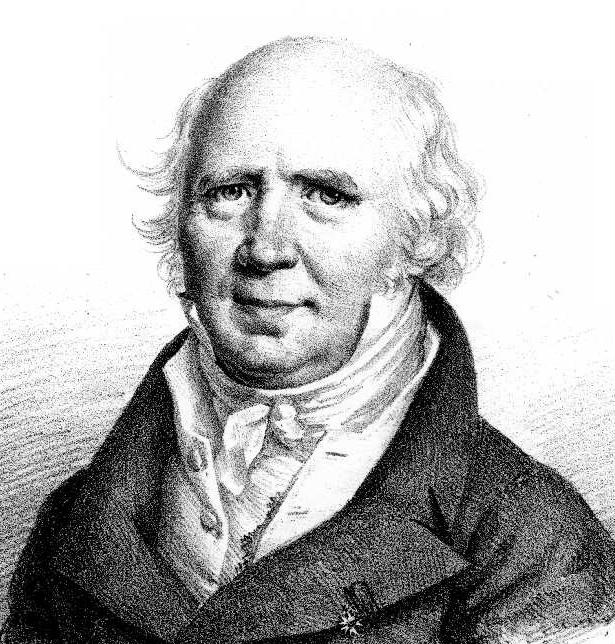
П'єр-Сімон Жирар
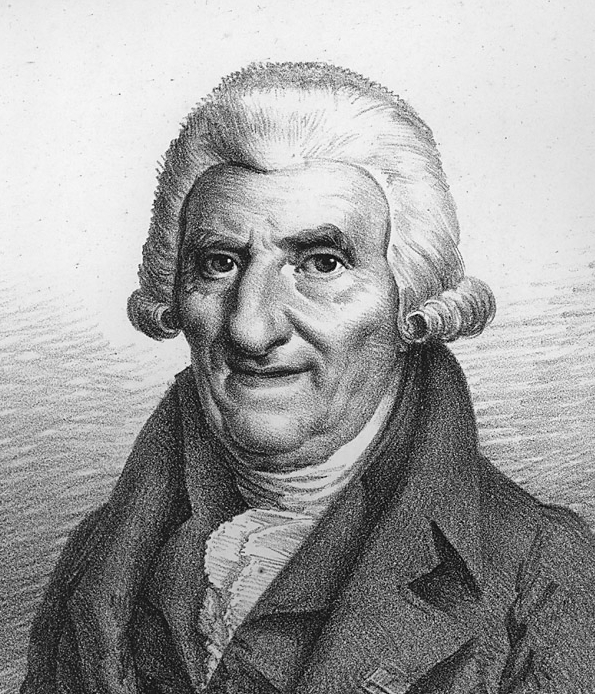
Жан-Домінік Кассіні
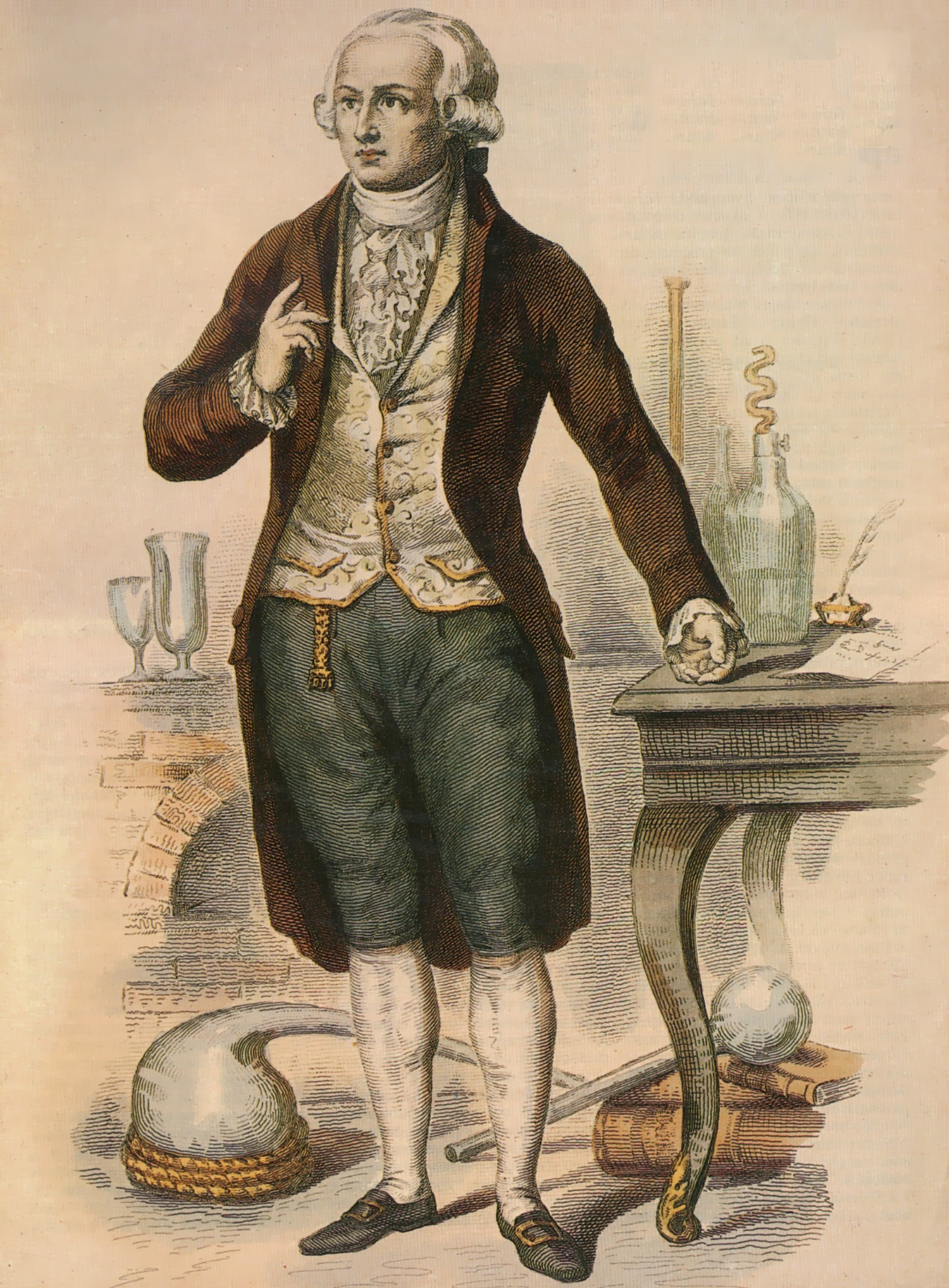
Антуан-Лоран Лавуазьє
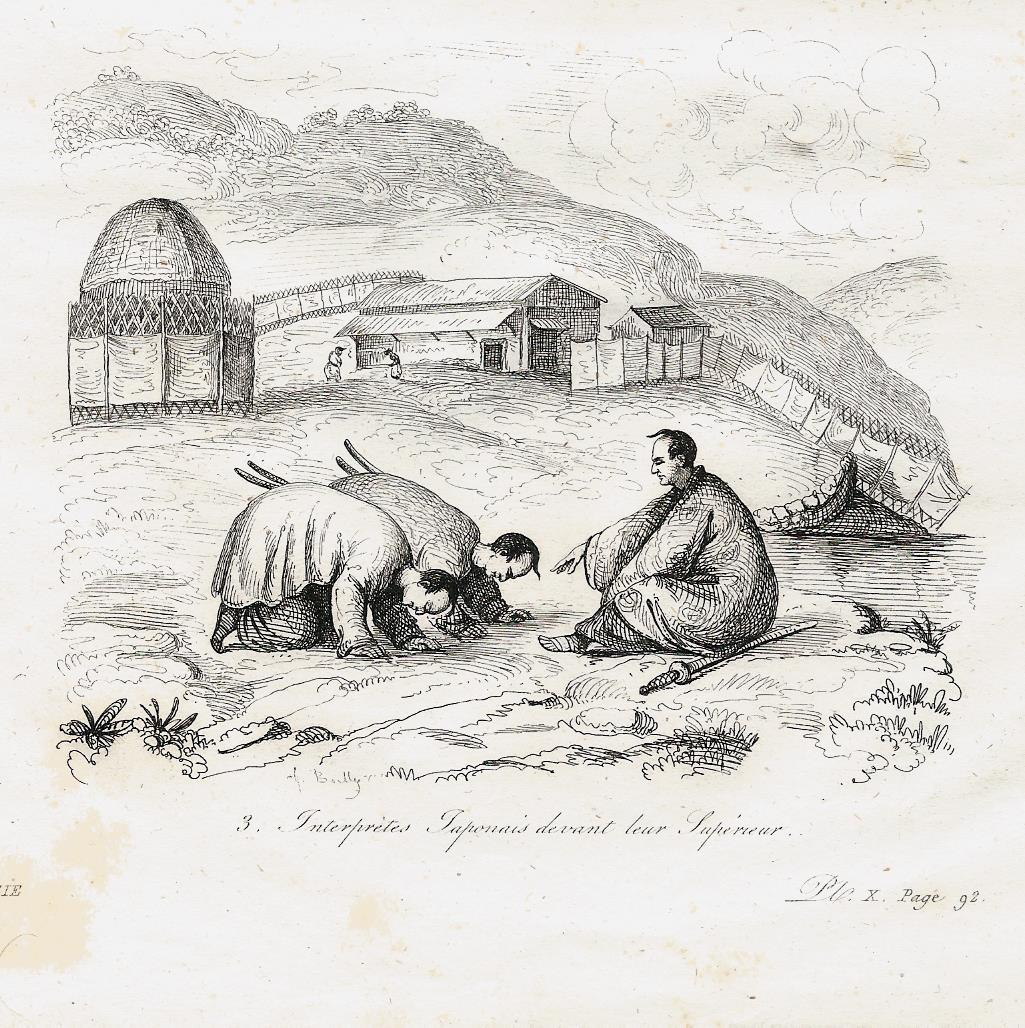
Японські солдати перед офіцером
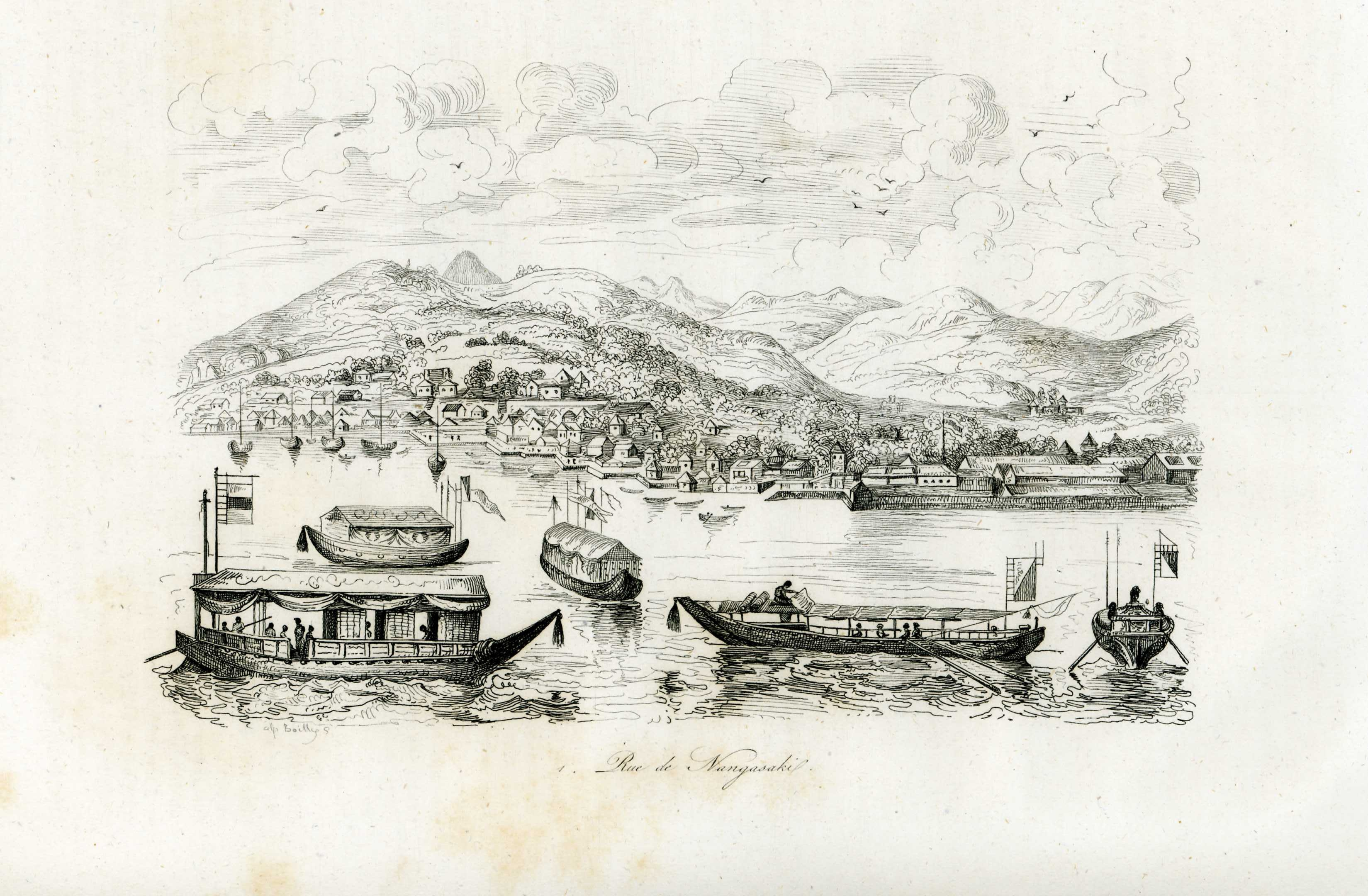
Вид на Нагасакі

## Праці
- Iconographie de l'Institut royal de France. [бл. 1820—1821]. 87 аркушів (онлайн [Архівовано 1 липня 2020 у Wayback Machine.]).
- Institut royal de France. Recueil de portraits de personnages célèbres faisant partie des quatre différentes classes académiques de l'Institut, lithographiés par Boilly fils. Blaisot, Paris [ca. 1820—1823]. 158 аркушів.
- Collection de costumes italiens, dessinés nature en 1827. Daudet l'ainé, Paris [1827].
- Biographie des femmes auteurs contemporaines françaises, avec portraits dessinés par M. Jules Boilly, sous la direction de Alfred de Montferrand. Armand-Aubrée, Paris 1836 (онлайн [Архівовано 22 січня 2020 у Wayback Machine.]).
- Voyage pittoresque dans les deux Amériques: résumé général de tous les voyages. Par les rédacteurs du voyage pittoresque autour du monde. Publ. sous la dir. de Alcide d'Orbigny. Accompagné de cartes et de nombreuses gravures en taille-douce sur acier, d'après les dessins de MM. de Sainson et Jules Boilly. L. Tenré Paris 1836.